# Лаго ди Комо
Вижте пояснителната страница за други значения на Комо.
Лаго ди Комо (на италиански: Lago di Como, още известно под името Ларио Lario; Lach de Comm в Западна Ломбардия; на латински: Larius Lacus) е езеро с ледников произход в Ломбардия, Италия. Има площ от 146 km², което го прави третото най-голямо езеро в Италия, след Лаго ди Гарда и Лаго Маджоре. С над 400 m дълбочина то е едно от най-дълбоките езера в Европа и дъното на езерото е повече от 200 m под морското равнище.

## География
Разположено е в южното подножие на Алпите, на 198 m н.в., на територията на областта Ломбардия. Формата му наподобява обърната обратно буква „У“, като дължината му със северния и югозападния ръкав е 46 km, а максималната му ширина там, където се събират трите ръкава, е 4,5 km. Северният му ръкав започва от град Колико, докато градовете Комо и Леко се намират съответно на югозападния и югоизточния ръкав, малките градчета Беладжо, Менаджо и Варена – на пресечката на трите му ръкава, а курортът Каденабия – на западния му бряг. Площ 146 km², обем 22,5 km³, средна дълбочина 154 m, максимална 425 m. Котловината на езерото е с тектонско-ледников произход, като бреговете му са предимно стръмни, скалисти и високи. Водосборният му басейн обхваща площ от 4508 km². В северната му част, в близост до град Колико, се вливат реките Ада и Мера, а от югоизточния му ръкав, при град Леко изтича Ада, ляв приток на По. Има развито риболовство, като изкуствено се развъжда пъстърва, бяла риба и шаран. В езерото се извършва местно корабоплаване. По бреговете му са разположени няколко малки курортни градчета. На „върха“ на югозападния ръкав е разположен град Комо, а на „върха“ на югоизточния – град Леко 
Планинската предалпийска територия между двата южни ръкава – между Комо, Беладжо и Леко – е известна като Ларианския триъгълник, или Triangolo lariano. Изворът на река Ламбро е тук. В центъра на триъгълника, град Канцо е резиденцията на Comunità montana del Triangolo Lariano, асоциация на 31 общини, които представляват 71 000 жители на областта.

## Име
Името на езерото на латински е Larius, на италиански Ларио, но това име се използва много рядко; обикновено го наричат Lago di Como (буквално „езерото на Комо“). Името на езерото идва от името на град Комо, познат на римляните като Comum.

## Вилите в долината на езерото
Езерото е прочуто със своите атрактивни вили, които са построени от времето на Плиний Млади. Много от тях имат внушителни градини, облагодетелствани от благоприятния климат, повлиян от езерото. Те предлагат и тропически растения.
Вила Карлота е построена за миланския търговец Джорджо Клеричи през 1690 г. и заема площ от повече от 70 000 m². Италианска градина със стъпала, фонтани и скулптури е създадена по същото време. По-късно вилата е продадена на неаполитанския банкер и политик Джанбатиста Сомарива. Стендал е бил негов гост през 1818 г. и посещението му е описано в началото на романа „Пармският манастир“. През 1843 г. е купена от принцеса Мариане от Насау като сватбен подарък за дъщеря ѝ Карлота, чието име вилата носи днес.
Вила д'Есте е построена през 1568 от Кардинал Толомео Галио. През 1816 – 17 вилата е дом на Каролина от Брунсуик, екстадираната съпруга на принца на Уелс. Градините в английски стил са продукт на този период. По-късно вилата е преобразувана в луксозен хотел. Днес Вила д'Есте е известна със своите знаменити гости.
Вила Балбианело, известна със своите терасовидни градини, се намира на западния бряг на езерото. Построена през 1787 на мястото на францискански манастир, тя е била последният дом на изследователя Гуидо Монцино. Днес тя помещава музей, посветен на неговата работа.
Вила Мелци е построена в неокласически стил от архитекта Джокондо Албертоли през 1808 – 1810 като лятна резиденция на Франциско Мелци, вицепрезидент на Наполеоник. Паркът разполага с оранжерия, параклис, статуи и японска градина и е засадена, както повечето на езерото Комо, с големи рододендрони. През 19 век гости на вилата са Стендал и Ференц Лист.
Вила Сербольони е дом на „Учебния и конферентен център Беладжо“, жилищен комплекс, създаден и управляван от Рокфелеровата фондация през 1959 г. Прочутият парк на вилата е създаден в края на XVIII век от Алесандро Сербольони.

## Отдих и туризъм
Езерото Комо е популярна туристическа дестинация. То е място за плуване и уиндсърф.

## Sacro Monte di Ossuccio
Sacro Monte di Ossuccio или „Свещения връх Осуцио“ се намира на планинския склон между маслинови горички и дървета по западния бряг на езерото Комо, гледайки към остров Комачина. 15 барокови параклиса, построени между 1635 и 1710 г., са разпръснати по пътя към манастира. През 2003 г. свещените върхове на Пиемонт и Ломбардия, включително и Осуцио, са включени в списъка на Световното богатство на ЮНЕСКО.

## Любопитни факти свързани с киното
- „Междузвездни войни: Епизод II – Атаката на клонингите“ (2002 г.): Сцените на планетата Набу всъщност за заснети във вила „Балбианело“.
- „Бандата на Оушън 2“ (2004 г.): Резиденцията на един от героите във филма, Нощната лисица, е вила „Ерба“, на Лаго ди Комо.
- „Казино Роял“ (2006 г.): някои сцени, свързани с Джеймс Бонд, са снимани на Лаго ди Комо. Това са сцените с престоя му в болницата, любовната му авантюра с агент Веспър Линд, както и финалната сцена на филма.